# 天主教阿富汗自治傳教區
天主教阿富汗自治傳教區（拉丁語：Missio sui iuris Afghanistaniensis）是阿富汗一個天主教的自治傳教區，直屬聖座。
2002年5月16日成立，範圍幅蓋全國。2010年有教友200人。傳教區有5名司鐸，9名修士、12名修女。唯一一個堂區位於首都喀布爾。現任負責神長（Ecclesiastical Superiors ）為朱塞佩·莫萊蒂（ Giuseppe Moretti）。 